# Extreme Measures
Extreme Measures is een Amerikaanse (medische) thriller uit 1996 onder regie van Michael Apted. Het verhaal van de film is gebaseerd op het gelijknamige boek van Michael Palmer, dat vijf jaar eerder verscheen.

## Verhaal
Guy Luthan (Hugh Grant) is een arts op de afdeling spoedeisende hulp van een ziekenhuis in New York. Wanneer twee patiënten wegvluchten uit een geheime kliniek, komt een van hen, Claude Minkins (Shaun Austin-Olsen), met alleen een stuk zeil over zich heen bij hem terecht,  Hij verkeert in snel achteruitgaande gezondheid en vertoont allerlei symptomen waarmee Luthan geen voor de hand liggende diagnose kan stellen. Minkins is amper aanspreekbaar en sterft op de behandeltafel. Luthan breekt zich het hoofd over wat hij heeft meegemaakt en wil verder uitzoeken wat Minkins mankeerde. Zowel diens lichaam als diens dossiers blijken spoorloos verdwenen. Luthans meerdere Jeffrey Manko (Paul Guilfoyle) gaat uit van een gestorven dakloze drugsverslaafde en wil dat hij de zaak laat rusten.
Minkins vluchtte samen met Teddy Dolson (André De Shields) uit de kliniek van de vooraanstaande neuroloog Lawrence Myrick (Gene Hackman), die daar illegaal medisch onderzoek doet. Hij laat gezonde dakloze mannen 'die niemand zal missen' ontvoeren en brengt die chirurgisch dwarslaesies toe. Zodoende kan hij op hen experimenteren in zijn zoektocht naar een methode om kunstmatig zenuwen te laten groeien en zo een geneeswijze voor patiënten met een dwarslaesie te vinden. Zijn onderzoek kost talloze ongewild daarin betrokken mannen het leven, maar Myrick ziet dit als een relatief klein offer voor de miljoenen die kunnen herstellen van een dwarslaesie zodra hij de definitieve oplossing vindt.
Luthan laat de zaak niet rusten. Hij komt er middels het ziekenhuisarchief achter dat niet alleen Minkins volledig uit het systeem is gewist, maar ook de man wiens naam hij nog kon uitbrengen, Teddy Dolson. Zijn bemoeienissen zinnen Myrick helemaal niet. Hij snijdt daarom Luthans connecties met de medische wereld af door een inbraak in zijn woning in scène te zetten en ervoor te zorgen dat de politie bij haar onderzoek een plastic zak cocaïne in zijn huis vindt. Luthan ontkent dat dit van hem is, maar de vondst in combinatie met zijn schijnbare paranoia over het gebeuren met Minkins, zorgt ervoor dat hij niet geloofd wordt en op staande voet uit het medische ambt ontslagen wordt.
Luthan is er inmiddels volledig van overtuigd dat hij moedwillig tegengewerkt wordt. Via een bevriende dakloze man die dagelijks bij hem om voorschriften voor medicijnen kwam vragen, komt hij in contact met een bang geworden, ondergronds levende groep dakloze mensen. De inmiddels doodzieke Dolson is ook onder hen. Zij verzekeren hem dat er verschillende van hen spoorloos verdwenen zijn. Wanneer Myrick erachter komt dat Luthan zijn zoektocht nog steeds niet opgegeven heeft, stuurt hij de voor hem werkende FBI-agent Frank Hare (David Morse) en detective Bob Burke (Bill Nunn) achter hem aan, om hoe dan ook te voorkomen dat zijn praktijken aan het licht komen voor hij zijn gewenste resultaat vindt.

## Rolverdeling
| Acteur               | Personage                 |
| -------------------- | ------------------------- |
| Hugh Grant           | Dr. Guy Luthan            |
| Gene Hackman         | Dr. Lawrence Myrick       |
| Sarah Jessica Parker | Jodie Trammel             |
| David Morse          | FBI Agent Frank Hare      |
| Bill Nunn            | Det. Bob Burke            |
| John Toles-Bey       | Bobby                     |
| Paul Guilfoyle       | Dr. Jeffrey Manko         |
| Debra Monk           | Dokter. Judith Gruszynski |
| Shaun Austin-Olsen   | Claude Minkins            |
| André De Shields     | Teddy Dolson              |
| J. K. Simmons        | Dokter. Mingus            |
| Peter Appel          | Det. Stone                |
| Diana Zimmer         | Helen                     |
| Nancy Beatty         | Ruth Myrick               |
| Gerry Becker         | Dokter. Gene Spitelli     |
| Gene Ruffini         | Izzy                      |
| Bill MacDonald       | Det. Stone's Partner      |
| Simon Reynolds       | Simon                     |
| D. Garnet Harding    | E.R. Doktor               |
| Derwin Jordan        | E.R. Doktor               |
| Tara Rosling         | E.R. Doktor               |
| Martin Roach         | E.R. Doktor               |
| Bernard Browne       | E.R. Doktor               |
| Sanjay Talwar        | E.R. Doktor               |
| Christina Collins    | E.R. Zuster               |
| Arlene Duncan        | E.R. Zuster               |
| Cheryl Swarts        | E.R. Zuster               |